# Canoë-kayak aux Jeux olympiques d'été de 2012 - C1 1000 mètres hommes
Navigation
Pékin 2008 Rio de Janeiro 2016
L'épreuve masculine du C1 1 000 mètres des Jeux olympiques d'été 2012 de Londres se déroule au Dorney Lake, du 6 au 8 août 2012.

## Format de la compétition
« La compétition débute avec trois éliminatoires. Les cinq meilleurs bateaux de chaque éliminatoire ainsi que le sixième plus rapide sont qualifiés pour deux demi-finales et les autres sont éliminés. Les quatre meilleurs bateaux de chaque demi-finale se qualifient pour la finale A et les autres pour la finale B. »

## Programme
Tous les temps correspondent à l'UTC+1
| Date                 | Horaire         | Manche              |
| -------------------- | --------------- | ------------------- |
| Lundi 6 août 2012    | 09 h 54 11 h 14 | Séries Demi-finales |
| Mercredi 8 août 2012 | 09 h 48         | Finale              |

## Résultats

### Séries
Les cinq premiers et le meilleur sixième se qualifient pour les demi-finales.

#### Série 1
| Rang | Athlète          | Pays      | Temps          | Notes |
| ---- | ---------------- | --------- | -------------- | ----- |
| 1    | Mathieu Goubel   | France    | 3 min 58 s 122 | Q     |
| 2    | Attila Vajda     | Hongrie   | 3 min 59 s 853 | Q     |
| 3    | Ilya Shtokalov   | Russie    | 4 min 04 s 109 | Q     |
| 4    | Jake Donaghey    | Australie | 4 min 21 s 928 | Q     |
| 5    | Ndiatte Gueye    | Sénégal   | 4 min 33 s 884 | Q     |
| 6    | Rudolph Williams | Samoa     | 4 min 54 s 211 |       |

#### Série 2
| Rang | Athlète            | Pays      | Temps          | Notes |
| ---- | ------------------ | --------- | -------------- | ----- |
| 1    | David Cal          | Espagne   | 3 min 54 s 590 | Q     |
| 2    | Mark Oldershaw     | Canada    | 3 min 55 s 211 | Q     |
| 3    | Sebastian Brendel  | Allemagne | 3 min 56 s 469 | Q     |
| 4    | Everardo Cristóbal | Mexique   | 3 min 58 s 673 | Q     |
| 5    | Piotr Kuleta       | Pologne   | 4 min 04 s 889 | Q     |
| 6    | Fortunato Pacavira | Angola    | 4 min 39 s 723 | Q     |

#### Série 3
| Rang | Athlète              | Pays            | Temps          | Notes |
| ---- | -------------------- | --------------- | -------------- | ----- |
| 1    | Josif Chirilă        | Roumanie        | 4 min 05 s 863 | Q     |
| 2    | Vadim Menkov         | Ouzbékistan     | 4 min 05 s 895 | Q     |
| 3    | Aliaksandr Zhukouski | Biélorussie     | 4 min 06 s 190 | Q     |
| 4    | Alexandr Dyadchuk    | Kazakhstan      | 4 min 44 s 175 | Q     |
| 5    | Richard Jefferies    | Grande-Bretagne | 4 min 48 s 511 | Q     |

### Demi-finales
Les quatre premiers bateaux de chaque série se qualifient pour la finale A. Les quatre derniers bateaux se qualifient pour la finale B.

#### Demi-finale 1
| Rang | Athlète            | Pays        | Temps          | Notes |
| ---- | ------------------ | ----------- | -------------- | ----- |
| 1    | Sebastian Brendel  | Allemagne   | 3 min 52 s 122 | Q     |
| 2    | Attila Vajda       | Hongrie     | 3 min 52 s 365 | Q     |
| 3    | David Cal          | Espagne     | 3 min 52 s 767 | Q     |
| 4    | Vadim Menkov       | Ouzbékistan | 3 min 53 s 257 | Q     |
| 5    | Piotr Kuleta       | Pologne     | 3 min 53 s 802 |       |
| 6    | Jake Donaghey      | Australie   | 4 min 26 s 202 |       |
| 7    | Fortunato Pacavira | Angola      | 4 min 43 s 027 |       |
| 8    | Alexandr Dyadchuk  | Kazakhstan  | 4 min 56 s 724 |       |

#### Demi-finale 2
| Rang | Athlète              | Pays            | Temps          | Notes |
| ---- | -------------------- | --------------- | -------------- | ----- |
| 1    | Mathieu Goubel       | France          | 3 min 51 s 811 | Q     |
| 2    | Mark Oldershaw       | Canada          | 3 min 52 s 197 | Q     |
| 3    | Ilya Shtokalov       | Russie          | 3 min 53 s 305 | Q     |
| 4    | Aliaksandr Zhukouski | Biélorussie     | 3 min 54 s 002 | Q     |
| 5    | Everardo Cristóbal   | Mexique         | 3 min 54 s 590 |       |
| 6    | Iosif Chirilă        | Roumanie        | 4 min 07 s 794 |       |
| 7    | Ndiatte Gueye        | Sénégal         | 4 min 37 s 171 |       |
| 8    | Richard Jefferies    | Grande-Bretagne | 4 min 49 s 874 |       |

### Finales

#### Finale A
| Rang                                | Athlète              | Pays        | Temps          |
| ----------------------------------- | -------------------- | ----------- | -------------- |
| Médaille d'or, Jeux olympiques      | Sebastian Brendel    | Allemagne   | 3 min 47 s 176 |
| Médaille d'argent, Jeux olympiques  | David Cal            | Espagne     | 3 min 48 s 053 |
| Médaille de bronze, Jeux olympiques | Mark Oldershaw       | Canada      | 3 min 48 s 502 |
| 4                                   | Vadim Menkov         | Ouzbékistan | 3 min 49 s 255 |
| 5                                   | Mathieu Goubel       | France      | 3 min 50 s 758 |
| 6                                   | Attila Vajda         | Hongrie     | 3 min 50 s 926 |
| 7                                   | Aliaksandr Zhukouski | Biélorussie | 3 min 51 s 166 |
| 8                                   | Ilya Shtokalov       | Russie      | 3 min 51 s 535 |

#### Finale B
| Rang | Athlète            | Pays            | Temps          |
| ---- | ------------------ | --------------- | -------------- |
| 1    | Piotr Kuleta       | Pologne         | 3 min 54 s 414 |
| 2    | Everardo Cristóbal | Mexique         | 3 min 56 s 118 |
| 3    | Iosif Chirilă      | Roumanie        | 3 min 59 s 730 |
| 4    | Jake Donaghey      | Australie       | 4 min 22 s 005 |
| 5    | Ndiatte Gueye      | Sénégal         | 4 min 32 s 251 |
| 6    | Fortunato Pacavira | Angola          | 4 min 35 s 017 |
| 7    | Richard Jefferies  | Grande-Bretagne | 4 min 42 s 992 |
| 8    | Alexandr Dyadchuk  | Kazakhstan      | 4 min 55 s 737 |

## Sources
- Le site officiel du Comité international olympique
- Site officiel de Londres 2012